# Birkenfeld (Maroldsweisach)
Birkenfeld ist ein Gemeindeteil des Marktes Maroldsweisach im unterfränkischen Landkreis Haßberge in Bayern.

## Geographie
Der ehemalige Markt liegt im nordöstlichen Teil des Landkreises Haßberge an dem Ermetzbach, einem 7,8 km langen linken Zufluss der Baunach. Durch Birkenfeld führt die Staatsstraße 2284, die von Hofheim in Unterfranken über die Eichelsdorfer Steige nach Ermershausen führt und dort in die Bundesstraße 279 einmündet.

## Geschichte
Fränkische Siedler gründeten den Ort in einem Grenzgebiet der Franken, Thüringer und Wenden. Der Ortsname deutet auf einen ehemals mit Birken bewachsenen Ackerflur hin. Die erste urkundliche Erwähnung als „Pirchinafeldono“ stammt aus dem Jahr 814, als ein gewisser Reginold seine Besitzungen in Birkenfeld dem Kloster Fulda schenkte. 860 wurde Graf Erpho, später die Herren von Wildburg als Besitzer des hennebergischen Lehens Birkenfeld genannt. Im 15. Jahrhundert wurden die Zollner von Rottenstein die Dorfherren.
Im Jahr 1492 erwarb Johann Conrad von Hutten, Amtmann zu Arnstein und Schmalkalden, das Rittergut Birkenfeld mit den Höfen zu Ueschersdorf und Obersulzbach, das bis 1678 nachweisbar ist. Im Jahr 1625 gehörte den Herren von Hutten zusätzlich der Zent in Blitzenhauk und Winhausen. Im Dreißigjährigen Krieg bewahrte Veit Ludwig von Hutten das Dorf und Schloss durch Schutzbriefe vor der Zerstörung. 1783 erlosch mit Johann Philipp Friedrich von Hutten die Erbfolge im Mannesstamm. Die Schwester Juliane Charlotte Voit von Salzburg erbte das freie Eigentum und vermachte es ihrer erstgeborenen Tochter Frederike Sophie Wilhelmine von Fitzgerald. Von dieser fielen die Güter in Birkenfeld an die älteste Tochter Friederike Juliane Marianne, die mit dem württembergischen Staatsminister Karl Ludwig Georg von Wöllwarth-Lauterburg verheiratet war. Deren Enkelin Julie von Woellwarth-Lauternburg heiratete 1841 Franz Carl Rudolf von Ortenburg. Seit dieser Zeit sind die herrschaftlichen Liegenschaften in Birkenfeld, Ermershausen und Dippach im Besitz des Hauses Ortenburg.
1862 wurde Birkenfeld in das neu geschaffene bayerische Bezirksamt Königshofen eingegliedert. Die Landgemeinde bestand aus der Markt Birkenfeld und den Einöden Brettermühle, Neumühle, Winhausen und Ziegelhütte. 1871 zählte der Hauptort 271 Einwohner und 132 Wohngebäude. Zielhütte wurde 1895 eingelegt. Im Jahr 1900 wurde die Landgemeinde dem neu gegründeten Bezirksamt Hofheim zugeordnet. Die 823 Hektar große Landgemeinde zählte 260 Einwohner, von denen 252 katholisch waren, und 51 Wohngebäude. Der Markt hatte 241 Einwohner und 48 Wohngebäude. Die evangelische Pfarrei war mit Ermershausen vereinigt. Die Katholiken gehörten zum Sprengel der katholischen Pfarrei im 8 Kilometer entfernten Bundorf. 1925 zählte der Ort 210 Personen in 50 Wohngebäuden. Die Brettermühle wurde 1926 abgebrochen.
1950 bestanden in dem Dorf 48 Wohngebäude mit 289 Einwohnern. 1961 hatte die Gemeinde mit ihren drei Orten, dem Markt und den beiden Einöden Neumühle und Winhausen, insgesamt 222 Einwohner. Im Jahr 1970 zählte Birkenfeld 192 und 1987 127 Einwohner sowie 41 Wohnhäuser mit 43 Wohnungen. Am 1. Juli 1972 wurde der Landkreis Hofheim aufgelöst und Birkenfeld kam zum Haßberg-Kreis. Am 1. Juli 1973 folgte die Eingliederung der Gemeinde nach Ermershausen und am 1. Januar 1978 die Eingemeindung nach Maroldsweisach.
Birkenfeld zählte bis 1973 zu den kleinsten Marktflecken Bayerns. Das Recht einen Markt abzuhalten bestand schon im 18. Jahrhundert. Seit 1929 wurde kein Markt mehr abgehalten. Auf eine neue Beantragung wurde verzichtet, womit die Bezeichnung als Markt in den folgenden Jahrzehnten erlosch.

## Baudenkmäler
Ein Wasserschloss mit einer nahezu quadratischen Kernburg ließ 1494 Johann Conrad von Hutten errichten. Im Jahr 1738 veranlasste Johann Philipp Friedrich von Hutten, markgräflicher Kammerherr und Justizrat den Abbruch und Neubau nach den Plänen des markgräflichen Landbauinspektors Johann David Steingruber. Die Leitung der Maurer- und Steinmetzarbeiten oblagen dem Eberner Bürgermeister Johann Georg Danzer. Johann Ender aus Ebern fertigte die Zimmereiarbeiten. Bis etwa 1753 dauerten die Bauarbeiten. Das Herrenhaus entstand im Stil des Rokoko als dreigeschossiger Corps de Logis mit Walmdach, übergiebeltem Mittelrisalit und Werksteingliederungen in Sandstein. Im 19. Jahrhundert erbten die Grafen von Ortenburg die Anlage, die sich noch heute in ihrem Besitz befindet.
Die evangelisch-lutherische Pfarrkirche geht auf ein Gotteshaus zurück, das Ritter Bernhard von Hutten nach der Einführung der Reformation zwischen 1520 und 1539 errichten ließ. Ein umfassender Umbau wurde im Jahr 1700 abgeschlossen und eine durchgreifende Veränderung des Kircheninnenraums folgte 1843. Im Jahr 1887 beauftragte die Kirchengemeinde den Bau der heutigen Kirche für 13.000 Mark als rechteckige Saalanlage im neuromanischen Stil mit einem Satteldach und einem schlanken Turm mit einem Pyramidendach. Mit dem Neubau wurde auch eine neue Orgel aufgestellt. Seit 1957 hängen im Kirchturm vier Glocken. Birkenfeld gehörte ursprünglich zur Urpfarrei Pfarrweisach, spätestens ab 1232 zum Sprengel von Ermershausen. 1520 wurde Birkenfeld selbstständige Pfarrei. Eingepfarrt wurden Neumühle, Winhausen, Blitzenhauk, Obersulzbach, Ziegelhütte und die Brettermühle sowie Dippach. Seit 1821 ist Birkenfeld wieder eine Filiale von Ermershausen.
Im Jahr 1580 wurde die erste Schule eingerichtet. Das Schulhaus soll am Industriegarten gestanden haben. 1807 entstand ein neues Schulhaus. Es war ein eingeschossiger und giebelständiger Fachwerkbau über einem hohen Kellersockel mit einem Mansardhalbwalmdach. 1911 folgte an der Stelle des Armenhauses am Steinweg das dritte Schulhaus. Die einklassige Volksschule wurde 1972 geschlossen.
In der Bayerischen Denkmalliste sind fünf Baudenkmäler aufgeführt.

## Wappen
Anlässlich der Feier zum 1200. Bestehen des Ortes wurde am 15. Dezember 2015 ein Wappen gestiftet und taggleich von der Bürgerversammlung angenommen. Die Blasonierung lautet „In Rot neun schräggestellte Birkenblätter, die mittlere Reihe golden, die obere und untere Reihe silbern.“ Der Entwurf stammt von Günter Lipp, Ebern.